# Masdevallia robusta
Masdevallia robusta är en orkidéart som beskrevs av Carlyle August Luer. Masdevallia robusta ingår i släktet Masdevallia och familjen orkidéer. Inga underarter finns listade i Catalogue of Life.